# Milwaukee Bucks 2012-2013
La stagione 2012-13 dei Milwaukee Bucks fu la 45ª nella NBA per la franchigia.
I Milwaukee Bucks arrivarono terzi nella Central Division della Eastern Conference con un record di 38-44, qualificandosi come ottavi per i play-off, dove vennero eliminati al primo turno dai futuri campioni dei Miami Heat per 4-0.

## Roster
| N° | Naz.                   | Ruolo | Sportivo         | Anno | Alt. | Peso |
| -- | ---------------------- | ----- | ---------------- | ---- | ---- | ---- |
| 0  | Stati Uniti (bandiera) | A     | Drew Gooden      | 1981 | 208  | 104  |
| 3  | Stati Uniti (bandiera) | G     | Brandon Jennings | 1989 | 185  | 77   |
| 5  | Stati Uniti (bandiera) | G     | J.J. Redick      | 1984 | 193  | 86   |
| 6  | Stati Uniti (bandiera) | A     | Marquis Daniels  | 1981 | 198  | 91   |
| 7  | Turchia (bandiera)     | A     | Ersan İlyasova   | 1987 | 206  | 107  |
| 8  | Stati Uniti (bandiera) | A     | Larry Sanders    | 1988 | 211  | 107  |
| 10 | Stati Uniti (bandiera) | C     | Joel Przybilla   | 1979 | 216  | 116  |
| 11 | Stati Uniti (bandiera) | G     | Monta Ellis      | 1985 | 191  | 79   |
| 12 | Camerun (bandiera)     | A     | Luc Mbah a Moute | 1986 | 203  | 104  |
| 13 | Nigeria (bandiera)     | A     | Ekpe Udoh        | 1987 | 208  | 109  |
| 15 | Stati Uniti (bandiera) | A     | Tobias Harris    | 1992 | 203  | 103  |
| 15 | Stati Uniti (bandiera) | G     | Ish Smith        | 1988 | 183  | 79   |
| 17 | Stati Uniti (bandiera) | GA    | Mike Dunleavy    | 1980 | 206  | 100  |
| 19 | Messico (bandiera)     | C     | Gustavo Ayón     | 1985 | 208  | 113  |
| 19 | Slovenia (bandiera)    | G     | Beno Udrih       | 1982 | 191  | 93   |
| 20 | Stati Uniti (bandiera) | G     | Doron Lamb       | 1991 | 193  | 95   |
| 21 | Canada (bandiera)      | A     | Samuel Dalembert | 1981 | 211  | 113  |
| 31 | Stati Uniti (bandiera) | A     | John Henson      | 1990 | 211  | 100  |

## Staff tecnico
- Allenatore: Scott Skiles (16-16)  (fino all'8 gennaio)[1], Jim Boylan (22-28)
- Vice-allenatori: Jim Boylan (fino all'8 gennaio), Joe Wolf, Sidney Moncrief, Chris Gilmartin, Bill Peterson, Anthony Goldwire
- Preparatore fisico: Jeff Macy
- Preparatore atletico: Marc Boff